# Desa Sidoharjo (administrativ by i Indonesien, Jawa Tengah, lat -7,85, long 110,01)
Desa Sidoharjo är en administrativ by i Indonesien.   Den ligger i provinsen Jawa Tengah, i den västra delen av landet, 400 km sydost om huvudstaden Jakarta.